# (11888) 1990 UD3
1990 يو دي 3 (ويعرف أيضًا باسم (11888) 1990 يو دي 3 وفق تسمية الكوكب الصغير) (بالإنجليزية: 1990 UD3)‏ هو كويكب ضمن حزام الكويكبات؛ وترتيبه 11888 من حيث الاكتشاف.
اكتُشف هذا الجُرم الفلكي بواسطة Atsushi Sugie ‏ في 19 أكتوبر 1990.

## وصلات خارجية
- (11888) 1990 UD3 في قاعدة بيانات مختبر الدفع النفاث لأجرام النظام الشمسي الصغيرة

- الاكتشاف · مخطط المدار ·  العناصر المدارية · المعلمات المادية

- (11888) 1990 UD3 على موقع ويكي سكاي: DSS2, SDSS, GALEX, IRAS, Hydrogen α, X-Ray, Astrophoto, Sky Map, Articles and images